# Paróquias do Equador
As Paróquias do Equador (em castelhano:  Parroquias) são as unidades do terceiro nível administrativo do Equador. Os Cantões do Equador estão divididos em paróquias, que são semelhantes a municípios ou comunas em muitos países. 
O conjunto destas organizam-se baixo a forma jurídico-política da municipalidade que é a autoridade da jurisdição do cantão em assuntos administrativos. Existem dois tipos de paróquias: a urbana e a rural. A paróquia urbana é aquela que se encontra circunscrita dentro da metrópole ou cidade. Consta de toda a infra-estrutura necessária para ser uma cidade principal. A paróquia rural são aquelas que são periurbarnas da cidade principal ou metrópole. Costumam ser comarcas ou conjunto de recintos cujos povoadores vivem de trabalhos agrícolas e do campo.
O poder executivo da paróquia, está representado pelo Governo paroquial e o presidente do mesmo, os quais são eleitos por voto popular por 4 anos; o poder legislativo da paróquia está representado pela assembleia paroquial, cujos vocais são eleitos por voto popular. As funções das juntas paroquiais urbanas e rurais do cantão, são actuar como auxiliares do Governo e administração municipais e como intermediário entre estes e seus representados imediatos.
A criação, exclusão e fusão das paróquia municipais é concorrência do concelho de cada município. Há mais de 1.500 paróquias no Equador.